# Volta a ventaglio

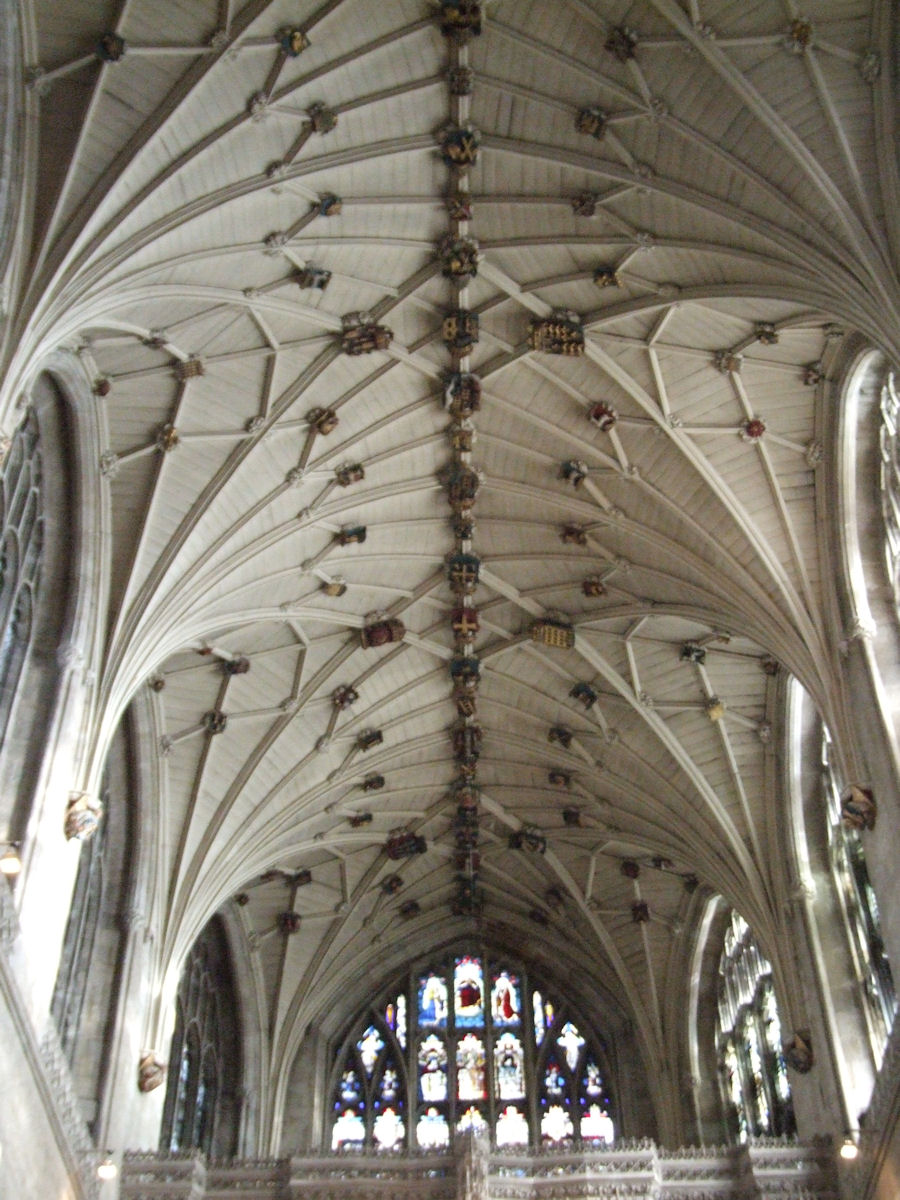
Esempio di volte a ventaglio nella cattedrale di Winchester.

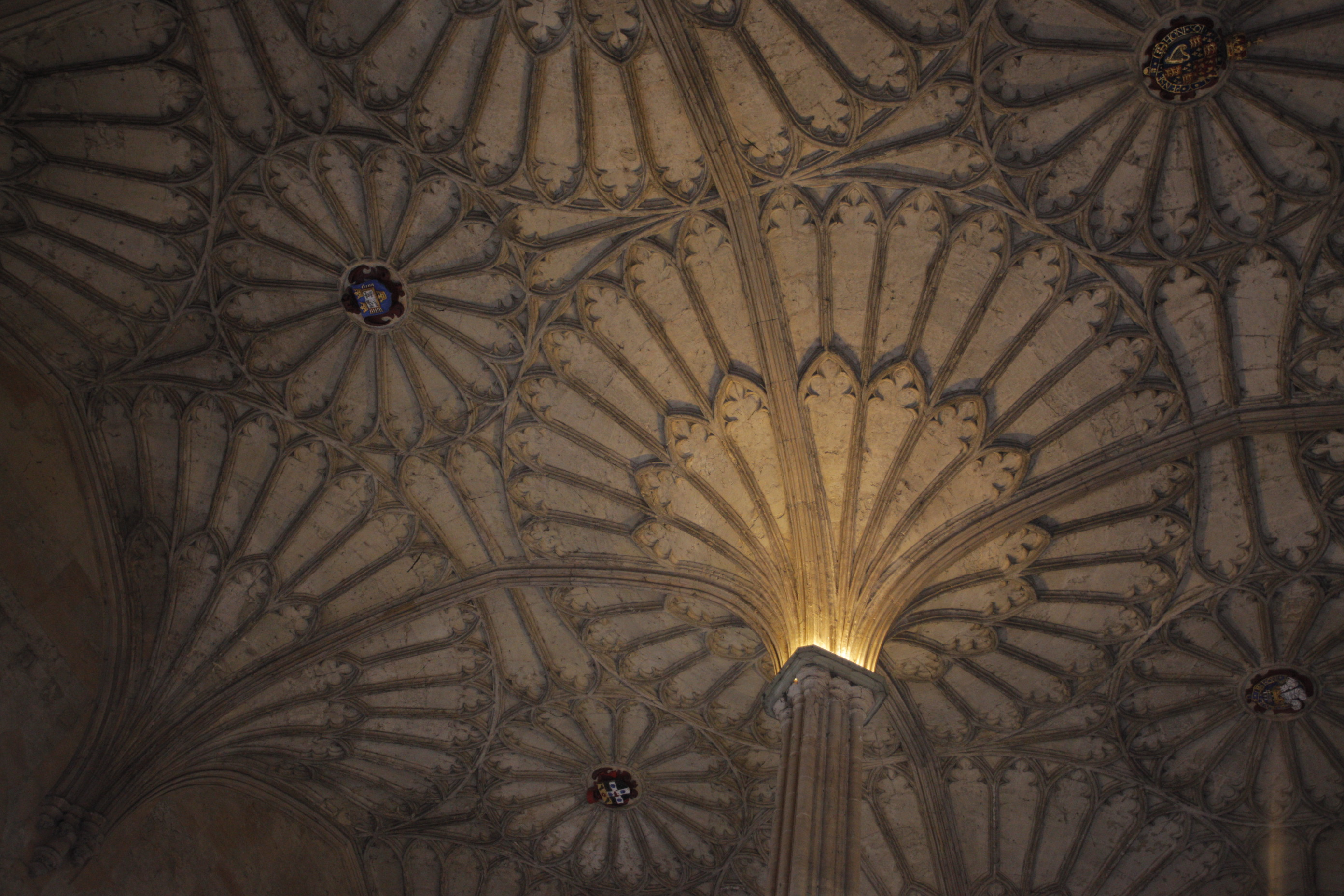
Colonna a ventaglio della scalinata che porta all'Aula Magna presso la Christ Church di Oxford.

La volta a ventaglio è una forma di volta utilizzata nel gotico inglese.
È caratterizzata dal fatto che le coste sono tutte della stessa curvatura e sono spaziate in maniera equidistante, in modo da ricordare un ventaglio. La volta a ventaglio sfrutta i muri come punti di appoggio e forma una successione di semi-coni svasati lungo le pareti.
Il primo esempio, risalente al 1351, si può ammirare nel chiostro della Cattedrale di Gloucester, mentre la più grande volta a ventaglio si trova nella cappella del King's College di Cambridge.

## Struttura

### Lista di edifici con volta a ventaglio

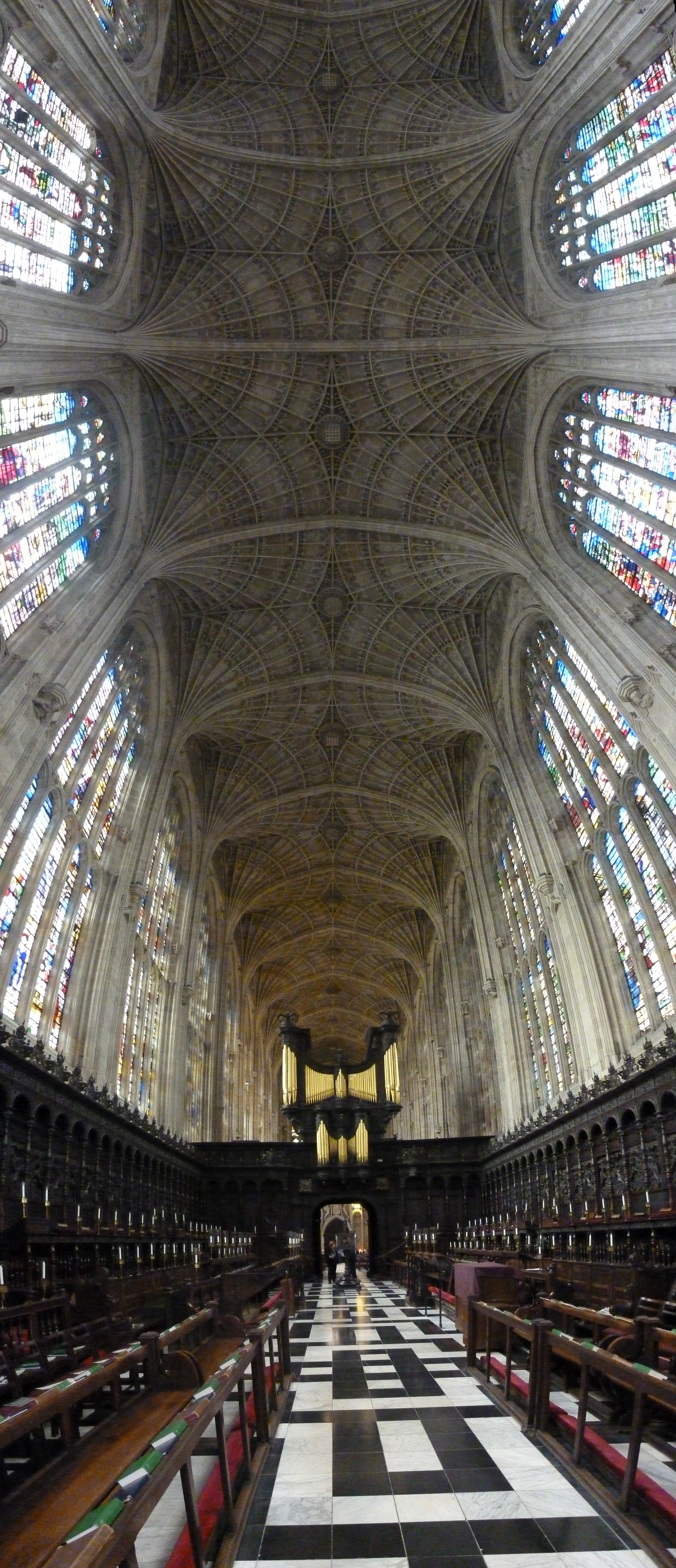
King's College Chapel, a Cambridge, il più grande edificio con volte a ventaglio, costruito tra il 1512 ed il 1515 da John Wastell, con William Vertue.

- Abbazia di Bath, Somerset, navata e coro (restaurato negli anni '60 del XIX secolo; in origine lavoro di William Vertue);
- Brasenose College, Università di Oxford, cappella;
- Cattedrale di Canterbury, torre di attraversamento (di John Wastell), cappella di Enrico VI;
- Christ Church, Oxford, scale che portano alla Aula Magna;
- Church of St Andrew, Mells, sagrato[1];
- Church of St John the Baptist, Axbridge, crossing[1];
- Church of St Peter and St Paul, Muchelney, under the tower[1];
- Church of St. John the Baptist, Cirencester, porch and north chapel;
- Chiesa Collegiata di Santa Maria, Warwick, cappella del decano;

- Convocation House, Oxford;

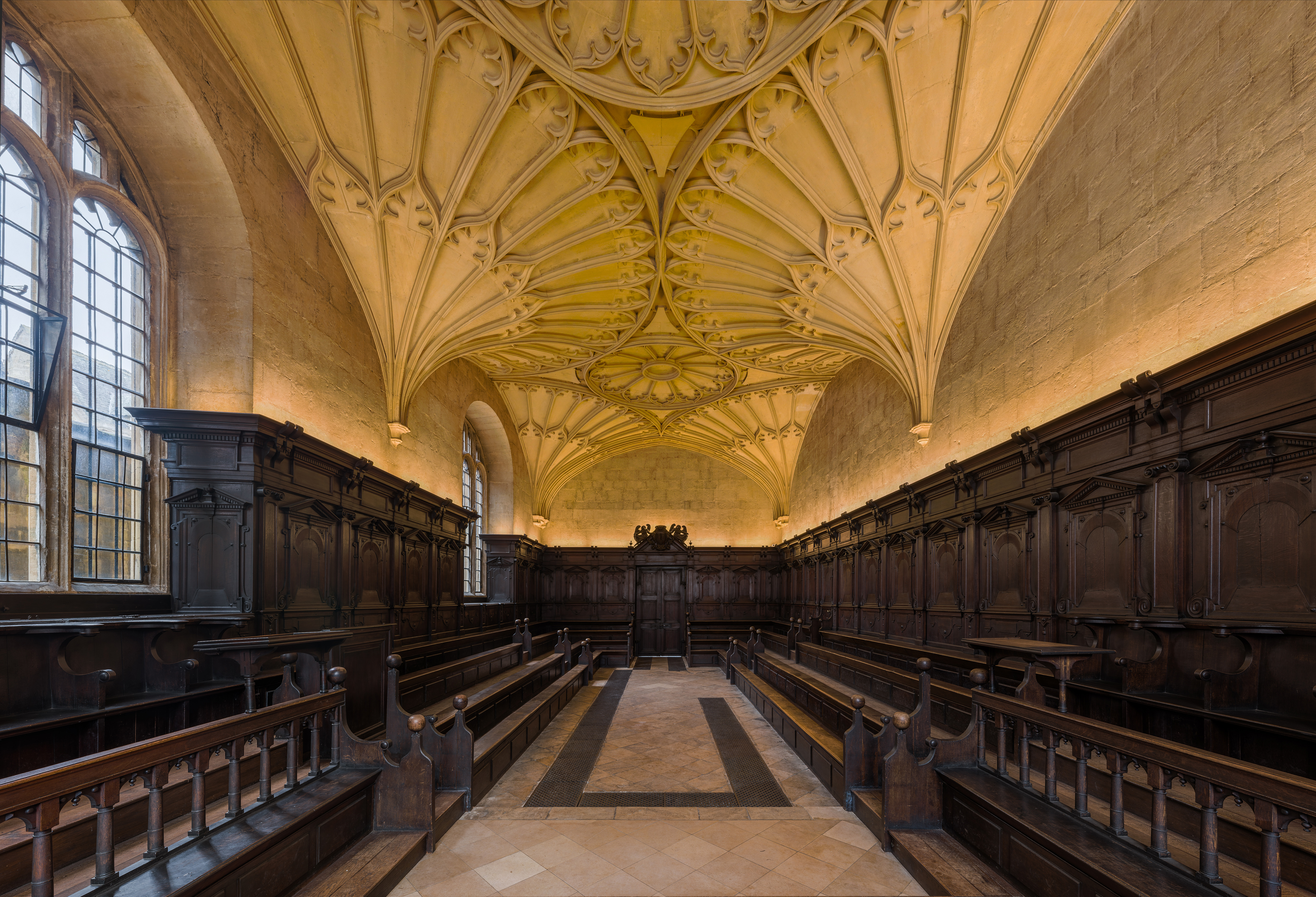
Convocation House, ad Oxford.

- Corpus Christi College, Cambridge, portale principale;
- Cattedrale di Ely, la cappella della chiesa del vescovo Bishop Alcock;
- Eton College Chapel (the vault dates from 1958);
- Cattedrale di Gloucester, chiostro (Tommaso di Cambridge);
- Hampton Court Palace, portale monumentale e il bovindo nell'Aula Magna;
- Henry VII's Lady Chapel, Abbazia di Westminster, Londra, 1503-1509[2] (con la volta pendente, progettata da William Vertue);
- King's College Chapel, Cambridge, the world's largest fan vaulted structure (di William Vertue);
- Lincoln's Inn Chapel, sottotetto[3];
- Cattedrale di Manchester, sotto la torre;
- Abbazia di Milton, crossing (di William Smyth)[4];
- Cattedrale di Peterborough, Cambridgeshire, retrocoro;
- Red Mount Chapel, King's Lynn;
- Abbazia di Sherborne, navata (di William Smyth)[4];
- Chiesa di Sant'Andrea, Cullompton, ala meridionale;
- St Bartholomew's Church, Tong, Shropshire, chantry chapel[1];
- St Davids Cathedral, Trinity Chapel;
- St Mary Aldermary, Londra (di Christopher Wren)
- St Mary's Church, North Leigh, Wilcote chantry chapel[1];
- St Mary's Church, Ottery St Mary, corridoio;
- St Stephen's cloister at the Palace of Westminster (1529)[5];
- St. George's Chapel, Windsor, traversata, cappella della chiesa di Urswick;
- Abbazia di Tewkesbury, chiostro (rimane solo una campata);
- University Church of St Mary the Virgin, Oxford, sottoportico;
- Cattedrale di Wells, crossing (di William Smyth)[4];
- Cattedrale di Winchester, cappella della chiesa di Beaufort e Waynflete;